# Echinopsis marsoneri
Echinopsis marsoneri är en kaktusväxtart som beskrevs av Erich Werdermann. Echinopsis marsoneri ingår i släktet Echinopsis och familjen kaktusväxter. Inga underarter finns listade i Catalogue of Life.